# Thierno Baldé
Thierno Baldé (Villeneuve-Saint-Georges, 10 giugno 2002) è un calciatore francese, difensore del Troyes.

## Carriera

### Club
Cresciuto nel settore giovanile del Paris Saint-Germain, il 30 giugno 2020 firma il suo primo contratto da professionista con la squadra. Il 13 luglio 2021 viene ceduto in prestito al Le Havre, con il quale debutta il 14 agosto successivo, in occasione dell'incontro di Ligue 2 pareggiato per 0-0 contro il Rodez. Conclude la sua prima stagione fra i professionisti con 31 presenze in campionato. Il 9 agosto 2022 viene acquistato a titolo definitivo dal Troyes; debutta in Ligue 1 il 14 agosto successivo, nell'incontro perso per 0-3 contro il Tolosa.

### Nazionale
Ha giocato nella nazionale francese Under-20.

## Statistiche

### Presenze e reti nei club
Statistiche aggiornate al 24 gennaio 2025.
| Stagione        | Squadra         | Campionato      | Campionato | Campionato | Coppe nazionali | Coppe nazionali | Coppe nazionali | Coppe continentali | Coppe continentali | Coppe continentali | Altre coppe | Altre coppe | Altre coppe | Totale | Totale |
| Stagione        | Squadra         | Comp            | Pres       | Reti       | Comp            | Pres            | Reti            | Comp               | Pres               | Reti               | Comp        | Pres        | Reti        | Pres   | Reti   |
| --------------- | --------------- | --------------- | ---------- | ---------- | --------------- | --------------- | --------------- | ------------------ | ------------------ | ------------------ | ----------- | ----------- | ----------- | ------ | ------ |
| 2021-2022       | Le Havre        | L2              | 31         | 0          | CF              | 0               | 0               | -                  | -                  | -                  | -           | -           | -           | 31     | 0      |
| 2022-2023       | Troyes          | L1              | 31         | 0          | CF              | 0               | 0               | -                  | -                  | -                  | -           | -           | -           | 31     | 0      |
| 2023-2024       | Troyes          | L2              | 9          | 0          | CF              | 0               | 0               | -                  | -                  | -                  | -           | -           | -           | 9      | 0      |
| 2024-2025       | Troyes          | L2              | 3          | 0          | CF              | 1               | 0               | -                  | -                  | -                  | -           | -           | -           | 4      | 0      |
| Totale Troyes   | Totale Troyes   | Totale Troyes   | 43         | 0          |                 | 1               | 0               |                    | -                  | -                  |             | -           | -           | 44     | 0      |
| Totale carriera | Totale carriera | Totale carriera | 74         | 0          |                 | 1               | 0               |                    | -                  | -                  |             | -           | -           | 75     | 0      |